# Di Gi Charat Nyo!
Di Gi Charat Nyo! (デ・ジ・キャラットにょ?, De Ji Kyaratto Nyo!) è un anime giapponese, adattamento di Di Gi Charat. La Mad House produsse 104 episodi di 12 minuti l'uno, mandati in onda due alla volta da aprile 2003 a marzo 2004 sul canale TV Tokyo.

## Trama
Dejiko, principessa del pianeta Di Gi Charat, è molto lazzarona e non vuole studiare. Per farla diventare una brava principessa, sua madre decide di mandarla sulla Terra ad allenarsi. Per impedire che la figlia torni troppo presto, la regina riempie il serbatoio di benzina solo per il viaggio di andata. Sulla Terra, Dejiko viene ospitata da Kiyoshi e Yasushi Omocha nel loro negozio di giocattoli, mentre Puchiko soggiorna all'Ankorodo Cake Shop.
A partire dall'episodio 79, i personaggi principali frequentano la Princess School, la cui preside è la madre di Dejiko e nella quale c'è un club di cheerleader capeggiato da Hikaru.

## Nuovi personaggi
Akari Usada (うさだあかり?, Usada Akari)
Un'idol molto famosa, è la cugina di Hikaru. Molto gentile e amabile, diventa professoressa alla Princess School, ma non insegna molto a causa dei numerosi impegni lavorativi. Il modello di Hikaru, non ricorda che loro due siano state amiche d'infanzia e questo provoca alla cugina un enorme tormento.
Yuurei (幽霊?, Yūrei)
Ha 10 anni e vive in una casa stregata. Tutti hanno paura di lei e per questo si sente insultata; quando si arrabbia, il suo viso diventa spaventoso. La sua pelle è molto pallida perché è allergica al sole e per questo, quando esce, deve indossare una tuta protettiva che le dà le sembianze di un fantasma. I suoi vestiti arrivano sempre fino ai piedi e per questo a volte sembra fluttuare quando cammina. Il portiere di casa sua assomiglia a una strega e ha un ragno come animale domestico. Il suo nome significa "fantasma".
Aqua (アクア?, Akua)
È una sirena catturata da Dejiko durante una battuta di pesca. È carina e molto gentile: in realtà, però, è molto più vecchia di quello che sembra, infatti ha 120 anni e probabilmente può vivere per sempre. Nonostante lei sia molto bella, la sorella maggiore ha le sembianze di un brutto pesce. Non può viaggiare sulla terraferma, al contrario della sorella, quindi per spostarsi usa uno skateboard. Le piace leggere e non dorme molto perché non ne ha bisogno.

## Colonna sonora
Sigle di apertura
- Heartbeat cantata da Prière
- Dynamite I.N.G. cantata da Asami Sanada, Miyuki Sawashiro e Kyoko Hikami
- Miracle Wonderland cantata da Asami Sanada, Miyuki Sawashiro e Kyoko Hikami

Sigle di chiusura
- Equal Romance cantata da Prière
- Di Gi Charat Ondo cantata da Asami Sanada, Miyuki Sawashiro, Kyoko Hikami e Yoshiko Kamei
- PARTY☆NIGHT -Cyber Trance Version- cantata da Asami Sanada, Miyuki Sawashiro, Kyoko Hikami e Yuka Iguchi
- PARTY☆NIGHT -Cyber X'mas Version- cantata da Asami Sanada, Miyuki Sawashiro, Kyoko Hikami e Yuka Iguchi
- Daisuki cantata da Asami Sanada, Miyuki Sawashiro e Kyoko Hikami